# Arthur Rowley (calciatore 1933)
Arthur Anthony Rowley (Fazakerley, 9 marzo 1933 – Aintree, 18 febbraio 2014) è stato un calciatore inglese, di ruolo centrocampista.

## Carriera
Esordisce tra i professionisti nella stagione 1952-1953, nella quale gioca 11 partite nella prima divisione inglese con il Liverpool. Al termine della stagione 1953-1954, trascorsa ai Reds senza mai scendere in campo in partite ufficiali, viene ceduto al Wrexham, club di terza divisione, con cui nelle stagioni 1954-1955 e 1955-1956 gioca rispettivamente 25 e 27 partite, con 6 e 2 reti segnate. Nella stagione 1956-1957, dopo 2 ulteriori presenze nel Wrexham, passa al Crewe Alexandra, dove gioca per altre 2 stagioni in terza divisione con complessive 32 presenze e 8 reti in partite di campionato. Nella stagione 1958-1959 fa invece parte della rosa del Tranmere, club di terza divisione, con cui non scende però mai in campo in partite ufficiali. Si ritira definitivamente dall'attività agonistica al termine della stagione 1964-1965, dopo aver giocato per 7 stagioni consecutive a livello semiprofessionistico nella Lancashire Combination prima con il Burscough (2 stagioni) e poi con il Chorley (5 stagioni).
In carriera ha totalizzato complessivamente 97 presenze e 16 reti nei campionati professionistici inglesi.

## Palmarès

### Club

#### Competizioni regionali
- Lancashire Combination: 1

Chorley: 1963-1964
- Lancashire FA Trophy: 2

Chorley: 1963-1964, 1964-1965